# Strada statale 213 Via Flacca
L'ex strada statale 213 Via Flacca (SS 213), ora strada regionale 213 Flacca (SR 213), è una strada regionale italiana che scorre completamente nel Lazio e collega la città di Terracina con la città di Formia.

## Percorso
La strada viene identificata con quella aperta nel 184 a.C. dal censore Lucio Valerio Flacco. Secondo un noto passo di Livio (39, 44, 6), Flacco “costruì una diga (molem) presso le fonti di Nettuno (ad Neptunias aquas) per permettere il transito di una via che fece passare per i monti di Formia (Formianum montem)”. Ha origine nei pressi di Terracina, da un tratto della strada statale 7 Via Appia ormai sostituito da una variante a scorrimento veloce, tuttavia riclassificato recentemente come strada statale 7 dir/B di Terracina.
Dopo poche centinaia di metri, riceve l'innesto della strada statale 7 dir/A del Tempio di Giove e proseguendo lungo la costa attraversa in sequenza i territori di Fondi (località Salto di Fondi e Santa Anastasia), Sperlonga, Itri, Gaeta ed infine Formia dove si innesta sulla strada statale 7 Via Appia.
Rappresenta l'unica via di accesso a diverse località balneari del sud della Provincia di Latina, come il Salto di Fondi, la spiaggia della Grotta di Tiberio a Sperlonga, la spiaggia della Flacca Antica nel comune di Itri, e la piana di Sant'Agostino presso Gaeta.

## Gestione
In seguito al decreto legislativo n. 112 del 1998, dal 1º febbraio 2002 la gestione è passata alla Regione Lazio, che ha poi devoluto le competenze alla Provincia di Latina; dal 5 marzo 2007 la società Astral ha acquisito la titolarità di concessionario del tratto laziale.